# هنری میلر
هنری والنتین میلر (به انگلیسی: Henry Valentine Miller) (زاده ۱۸۹۱ - درگذشته ۱۹۸۰) نویسندهٔ آمریکایی بود. آثار خودزندگینامه‌ای او تأثیری رهایی‌بخش بر ادبیات نیمهٔ قرن بیستم بر جای گذارد. بسیاری از آثار میلر به دلیل صراحت در طرح مسائل جنسی مدت‌ها در بسیاری از کشورها اجازهٔ چاپ نداشت. میلر در دهه ۶۰ به یکی از پرخواننده‌ترین نویسندگان آمریکا بدل شد. تصویری که خوانندگان آثار «میلر» از نویسنده در ذهن داشتند یک آمریکایی بی‌پول ولی آزاده بود که روابط بسیار دارد و زندگی‌اش دررفت‌وآمد بین پاریس و نیویورک می‌گذرد.

## زندگی
هنری میلر در ۲۲ دسامبرِ ۱۸۹۱ از پدر و مادری آلمانی-آمریکایی از طبقهٔ کارگر در منهتن نیویورک متولد شد. پدرش «هانریش میلر» خیاط بود. هنری تحصیلات ابتدایی خود را تا پایان دبیرستان در بروکلین گذراند. در دوران تحصیل از دانش آموزان خوب مدرسه بود. سپس به کالجی در شهر نیویورک رفت اما پس از دو ماه دانشگاه را رها کرد. مدت کوتاهی در کارخانه سیمان مشغول به کار شد و در سال ۱۹۱۳ برای کار به خیاطی پدر رفت که آن روزها مردی دائم‌الخمر بود. در سال ۱۹۱۷ با «بئاتریس سیلواس ویکنس» که پیانیستی آماتور بود ازدواج کرد و خیلی زود پدر شد. در خلال سال‌های ۱۹۲۰ تا ۱۹۲۴ میلر در شرکت تلگراف «وسترن یونیون» مشغول به کار شد و پس از مدت کوتاهی خانواده خود را رها کرد و با یکی از رقاصه‌های برادوی هم‌خانه شد و او بود که بیش از هر کس دیگری «میلر» را برای نوشتن تشویق و ترغیب می‌کرد. این رابطه، الهام‌بخش میلر در نوشتن رمان‌های آغازینش «خروس دیوانه» و «تب» شد که در همان سال‌ها به چاپ رسید. در همان سال‌ها مقاله‌ها و داستان‌های کوتاه متعددی از او در مجلات چاپ می‌شد.
اما شروع نویسندگی جدی هنری میلر در سال ۱۹۳۰ بود که به پاریس نقل مکان کرد. در آنجا دیری نگذشت که با اورکت زیتونی و کلاه خاکستری و لبان برجسته‌اش برای همه به شخصیتی آشنا بدل شد. در آن سال‌ها در فقر شدید به سر می‌برد. با نویسنده‌ای اتریشی به نام آلفرد پرلس آشنا شد که اجاره خانه و صورتحساب‌های رستوران میلر را حساب می‌کرد. آناییز نین هم یک سال بعد با هنری میلر آشنا شد و در حد خود از او حمایت مالی به عمل آورد. اولین آثار او به دست انتشارات اوبلیسک به چاپ رسید که مدیریت آن را جک کاهن، یک نویسندهٔ سابق برعهده داشت.
در این دوران میلر به شدت تحت تأثیر سوررئالیسم قرار گرفت، و اولین اثر مشهور خود را به نام «مدار رأس‌السرطان» به چاپ رسانید که تصویری زنده و گویا از شیوه‌ای از زندگی در پاریس و نیویورک ارائه می‌کرد. این آثار بیش از سه دهه در آمریکا با ممنوعیت چاپ و انتشار مواجه بودند تا آنکه دادگاه عالی کشور با صدور حکمی در مورد آثار ادبی، این ممنوعیت را برطرف کرد. از دیگر آثار میلر در این دوران می‌توان از «بهار سیاه» به سال ۱۹۳۶ و «هیولای ماروسی» به سال ۱۹۴۱ نیز نام برد.
با شروع جنگ جهانی دوم، هنری میلر به آمریکا بازگشت. در سن ۴۸ سالگی دچار احساس ناکامی و افسردگی شدیدی بود و کار خود به عنوان یک نویسنده را تمام شده می‌دید. از سال ۱۹۴۲ در ساحل کالیفرنیا سکنی گزید. در همان سال‌ها با «جانینا مارتالپسکا» ازدواج کرد که سی سال از او جوان تر بود و فلسفه می‌خواند. این بار نیز زندگی مشترک میلر بیش از هفت سال دوام نیاورد. او در سال ۱۹۵۷ به ریاست مؤسسه ملی ادب و هنر برگزیده شد و سفرهای متعددی به اروپا انجام داد. او که از جوانی به نقاشی علاقه‌مند شده بود آن روزها به نقاشی آبرنگ روی آورد و تا آخرین روزهای عمر به نقاشی ادامه داد.
هنری میلر در ۷ ژوئن ۱۹۸۰ در ۸۸ سالگی دیده از جهان فروبست.